# Как я стал предателем
«Как я стал предателем» — второй по дате выхода студийный альбом российской группы АукцЫон. Альбом стал первым официально вышедшим студийным творением группы, сначала во Франции, а затем и на территории СССР (уже после начала записи В Багдаде всё спокойно). Этот альбом был включён в книгу «100 магнитоальбомов советского рока» Александра Кушнира.

## История создания

### Изменения в составе
После ухода летом 1987 года в коллектив «Форум» Рогожина, который был основным вокалистом группы, имидж группы, описанный Кушниром в лице трёх фронтменов группы — «картавый маленький гитарист Фёдоров, самовлюблённый павлин Рогожин и вампирический панк-танцор Гаркуша, в нескладных пируэтах которого порой мелькали призраки живого трагизма» — начал рушиться. Образы участников придавали сценической программе элементы абсурдизма, а после исчезновения одного из элементов программы необходимо было поставить замену. После долгих поисков Озерским был найден Евгений Дятлов, который также мог и выступать вокалистом в группе. К тому времени, как и в случае с Рогожиным, Озерский, по собственному признанию, не знал ни Дятлова, ни его вокальных способностей. Также на место третьего фронтмена в группе довольно ярким кандидатом был и «парень с мощным, классическим вокалом, много лет певший в хоре», который был забракован участниками из-за отсутствия чувства ритма. 
При первом знакомстве группы с новым вокалистом Дятлов поразил участников, исполнив «один в один» песню группы Queen и при этом играя на скрипке, после чего, по выражению Гаркуши, «Фёдоров просто упал». По словам самого Леонида Фёдорова, Дятлов ему понравился больше, чем когда-то Рогожин: «Он [Дятлов] вообще музыкально одарён. Интонировал он интереснее Сергея [Рогожина], хорошо владел голосом, играть умел. На первой репетиции Женя взял скрипку и с ходу сыграл то, что нам было нужно». 
В мае 1987 в группу пришёл джазовый перкуссионист Павел Литвинов, ранее игравший в коллективах Библиотека и Джунгли. Выступавшего с группой в течение полугода гитариста Игоря Скалдина сменил Дмитрий Матковский из распавшейся группы Мануфактура. С уходом из группы альт-саксофониста Николая Федоровича постоянным членом коллектива стал Николай Рубанов.

### Запись
Альбом записывался в 1988 году в студии Ленинградского Дворца молодёжи, где вместе с группой АукцЫон также записывались уже известные на тот период коллективы Телевизор, АВИА, Игры, Мифы, Опыты Александра Ляпина. Группой было решено записать не «заезженные» хиты, а совершенно новые композиции. Леонид Фёдоров вспоминает работу над альбомом, как «эйфорию», охарактеризовав её так, поскольку группа имела полную свободу при записи: «Никто ни с кем не ругался, мы сами выставляли себе звук…». Также в мае 1988 года когда Фёдоров впервые вошёл в студию он уволился из производственного объединения «Русские самоцветы»: «В конце зимы мы с Гаркушей поехали в Москву на „Фестиваль надежд“ столичной рок-лаборатории, и я прогулял несколько рабочих дней. В принципе, меня должны были по статье уволить, но тётки, работавшие со мной, за меня вступились, и я уволился по собственному желанию». Работой там он тяготился уже давно, поскольку после института на карьеру специалиста «по термической обработке металлов и сплавов» он не рассчитывал и считал её неперспективной, однако для «определения» трудовой книжки и оклада он устроился работать туда, куда он попал по институтскому распределению (в «Русские самоцветы»). После увольнения Фёдоров смог давать стабильные концерты и полностью погрузиться в музыку. За ним последовали и другие участники, дабы рабочие будни не тяготили программу концертных выступлений, которые стали давать непосредственно основную прибыль группе. Так на запись непосредственно альбома («Как я стал предателем») группа отдала две с половиной тысячи рублей, честно заработанных ими денег. За выплаченную сумму музыкантам предоставили на две недели комнату под лестницей с 16-ти канальным магнитофоном и пультом, там же находилось огороженное занавеской место для записи вокалиста и акустических инструментов, а остальные партии писались на диване, рядом с магнитофоном.
Сам процесс составления программы представлялся следующим образом: Дмитрий Озерский или Олег Гаркуша писали стихотворение, а Фёдоров с Озерским дорабатывали его, перерабатывая текст, и накладывали получившееся на музыку. Гаркуша прояснял ситуацию связанную с неуказанием авторства на некоторых композициях, указывая причину переработки его текстов: «Скажем, „Волчица“ и „Осколки“ сначала были моими стихотворениями. Потом они попали к Лёне Фёдорову, из них все слова убрали, оставив в каждом стихе по одной моей ключевой фразе (а все остальные слова там теперь не мои). Мои строки — это „он идёт к своей волчице“ и „осколки девичьих сердец хрустят у меня под ногами“». Открывающая композиция альбома, «Мальчик как мальчик», была написана из фразы сказанной Гаркушей в процессе записи. Помимо этого на альбоме перу Гаркуши относятся «Полька (Сосёт)» и «Бомбы», наравне с «Мальчик как мальчик» исполненная им, а также частично песня «Осколки». Принятый в группу незадолго до записи Дятлов также исполнил вокальные партии в двух композициях — «Охотник» и «Лети, лейтенант», а вокал в песнях «Осколки», «Вечер мой», «Лиза» и «Новогодняя песня» отводился Фёдорову. Несмотря на желание Дятлова исполнять песни «Вечер мой» и «Лиза», группа решила ограничить молодого вокалиста и отвела ему игру на скрипке в «Сосёт», а в «Новогодней песне» он исполнял бэк-вокальные партии.
Болванка была готова практически за один день, поскольку барабанщик группы Игорь Чередник смог записать по очереди свои партии на бочке, а затем на барабанах. Фёдоров же принёс на запись гавайскую гитару, на которой сыграл в песне «Новогодняя песня», и ситар, который использовал для аккомпанемента в «Лети, Лейтенант». Помимо этого в оригинальном магнитоальбоме между композициями имелись несколько «связок» — повторяющихся односложных текстовых реплик, сочинённых наспех и записанных на бытовой магнитофон.

### Оформление альбома
Название альбома было придумано Олегом Гаркушей после просмотра в кинотеатре «Титан», где он в то время работал, телепрограммы про бывшего ТАССовца, который стал шпионом. Непосредственно после просмотра он написал стихотворение «Так я стал предателем», которое должно было перевоплотиться в полноценную песню, однако Федорову не понравился текст и он, совместно с Озерским переписал текст в «Новогоднюю песню», при этом оставив от Гаркушинского стихотворения ключевую фразу: «Так я стал предателем» — которая была выбрана группой в качестве названия альбома.
Оформлением дизайна альбома занимался уже имевший опыт работы с группой по оформлению декораций и имиджа ленинградский художник Кирилл Миллер, ставший на несколько лет неотъемлемой частью коллектива. Именно Миллер придумал и воплотил в жизнь обложку, на которой он изобразил фигу, обвязанную бантом, которая впоследствии стала основой для сценографии выступлений группы с программой альбома. При оформлении альбома Миллер по неизвестной причине немного изменил решённое участниками название альбома на «Как я стал предателем», которое и укрепилось за пластинкой.

## Выпуск
Изначально альбом был сведен в черновом варианте и был выпущен как магнитоальбом, в котором присутствовали связки между композициями и инструментальный бонус-трек — минусовка песни «Охотник». Чистовой же вариант композиций «Бомбы» и «Лети, лейтенант», вошедший в оригинальный релиз, был сведен в Ленинграде Леонидом Фёдоровым и Михаилом Раппопортом, остальные же треки были сведены в феврале 1989 года, во время французских гастролей группы, на французской студии Studio du Vai d’Orge инженерами Патриком Клерком, Жоржем Мойя и Жаном Такси без участия группы, однако из альбома были исключены некоторые связки и инструментальная версия «Охотника». Альбом во Франции был выпущен под парижским лейблом Volya Productions. Альбом был впоследствии пересведён и перемастерен гамбургской студией Master & Servant в 1997 году. Впервые официально альбом вышел в Париже на LP, CD, кассетах, а первый тираж был датирован 6 марта 1989 года. С выпуском альбома было связано разбирательство между тремя французскими лейблами (VOLYA PROD., ANTENN-2, SCILLA PROD), поскольку Volya Productions имела права на выпуск альбома целиком, а ANTENN-2 и SCILLA PROD. выпустили под своими лейблами синглы «Нэпман» и «Лейтенант».

## Список композиций
Вся музыка написана Леонидом Фёдоровым и группой АукцЫон.
| №   | Название                                                                    | Текст песни            | Ведущий вокал   | Длительность |
| --- | --------------------------------------------------------------------------- | ---------------------- | --------------- | ------------ |
| 1.  | «Мальчик как мальчик»                                                       | Гаркуша                | Гаркуша         | 1:20         |
| 2.  | «Охотник»                                                                   | Озерский               | Дятлов          | 3:28         |
| 3.  | «Полька (Сосёт)» (на оригинальном магнитоальбоме «Полька»)                  | Гаркуша                | Гаркуша         | 5:00         |
| 4.  | «Осколки»                                                                   | Озерский, Гаркуша      | Фёдоров         | 3:50         |
| 5.  | «Вечер мой»                                                                 | информация отсутствует | Фёдоров         | 3:16         |
| 6.  | «Лиза»                                                                      | Озерский               | Фёдоров         | 4:28         |
| 7.  | «Бомбы»                                                                     | Гаркуша                | Гаркуша         | 2:45         |
| 8.  | «Нэпман»                                                                    | Озерский               | Фёдоров         | 4:26         |
| 9.  | «Лети, лейтенант» (на оригинальном магнитоальбоме «Лейтенант»)              | Озерский               | Дятлов          | 4:44         |
| 10. | «Новогодняя песня» (на оригинальном магнитоальбоме «Так я стал предателем») | Озерский               | Фёдоров, Дятлов | 5:34         |

| №  | Название                 | Длительность |
| -- | ------------------------ | ------------ |
| 1. | «Охотник» (инструментал) | 3:01         |

## Участники записи
- Олег Гаркуша — вокал
- Евгений Дятлов — вокал, скрипка
- Леонид Фёдоров — вокал, гитара, клавишные
- Дмитрий Матковский — гитара, гавайская гитара, ситар
- Виктор Бондарик — бас
- Дмитрий Озерский — клавишные
- Николай Рубанов — тенор- и сопрано-саксофон, сопилка
- Игорь Черидник — барабаны, перкуссия
- Павел Литвинов — перкуссия
- Кирилл Миллер — оформление

## Место в творчестве группы
По рассуждениям Дмитрия Озерского, Как я стал предателем стал поворотной точкой, где группа в попытках расширить границы творчества перешла на метафорический материал. Помимо этого, группа впервые смогла поработать в профессиональной студии, при этом, несмотря на имеющуюся в запасе программу «В Багдаде все спокойно», записав материал с нуля, сочинённый в сжатые сроки непосредственно в студии. Озерский как основной автор текстов группы почувствовал, что при записи альбома испытал профессиональный рост в сочинении лирики. Фёдоров же считает что в программе «Предатель» две песни, «Новогодняя» и «Вечер мой», стали одними из сильнейших композиций в творчестве группы. Кушнир, рецензируя альбом, написал, что множество композиций на альбоме представляют собой авангардный ска, в котором мелодичные линии запутываются в сложных аранжировках. Также он заметил, что нечеткий вокал и «неумение себя подать» стали у группы главным достоинством, перекочевав из недостатков. В «Книге учёта жизни» Михаил Марголис назвал Как я стал предателем каркасом для всего последующего творчества группы, поскольку именно с него начинается отчаянно-изломанная речь лирического героя.